# The Power of the Dog
The Power of the Dog (bra: Ataque dos Cães; prt: O Poder do Cão) é um filme de drama escrito e dirigido por Jane Campion, baseado no romance de mesmo nome de Thomas Savage. É estrelado por Benedict Cumberbatch, Kirsten Dunst, Jesse Plemons, Thomasin McKenzie e Kodi Smit-McPhee.
Teve sua estreia mundial no 78.º Festival Internacional de Cinema de Veneza em 2 de setembro de 2021. Teve um lançamento limitado nos cinemas em 17 de novembro de 2021, antes de ser lançado na Netflix em 1 de dezembro de 2021. The Power of the Dog foi aclamado pela crítica, que elogiou a direção e o roteiro de Campion, a fotografia, a trilha sonora e as atuações dos quatro protagonistas.
Foi altamente considerado como um dos melhores filmes de 2021 por várias listas dos dez primeiros e recebeu muitos elogios, incluindo 12 indicações ao 94º Oscar, entre elas Melhor Filme, Melhor Ator por Cumberbatch, Melhor Ator Coadjuvante por ambos Plemons e Smit-McPhee e Melhor Atriz Coadjuvante por Dunst. Campion venceu como Melhor Diretor, tornando o filme o primeiro a vencer apenas nessa categoria desde The Graduate (1967); suas 11 derrotas empataram o recorde de maior número na história do Oscar. Foi nomeado um dos melhores filmes de 2021 pelo American Film Institute, e recebeu sete indicações no 79º Globo de Ouro, ganhando Melhor Filme - Drama, Melhor Ator Coadjuvante - Cinema para Smit-McPhee, e Melhor Diretor para Campion. Recebeu dez indicações no 27º Critics' Choice Awards, ganhando quatro, incluindo Melhor Filme e recebeu oito BAFTA Awards, ganhando Melhor Direção e Melhor Filme. Desde então, foi citado como um dos melhores filmes da década de 2020 e do século XXI.

## Elenco
- Benedict Cumberbatch como Phil Burbank
- Kirsten Dunst como Rose Gordon
- Jesse Plemons como George Burbank
- Kodi Smit-McPhee como Peter Gordon
- Thomasin McKenzie como Lola
- Genevieve Lemon como Srª Lewis
- Frances Conroy como Velha Lady Burbank
- Peter Carroll como Velho Old Gent Burbank
- Keith Carradine como Esposa do Governador Edward
- Adam Beach como Edward Nappo
- Sean Keenan como Sven

## Produção
Foi anunciado em maio de 2019 que Jane Campion iria escrever e dirigir o filme com Benedict Cumberbatch e Elisabeth Moss escalados para estrela-lo. Kirsten Dunst foi escalada para substituir Moss em seu papel. Em fevereiro de 2020, Thomasin McKenzie, Kodi Smit-McPhee, Frances Conroy, Keith Carradine, Peter Carroll e Adam Beach se juntaram ao elenco do filme.
As filmagens começaram na Nova Zelândia em 10 de janeiro de 2020 na região sul de Otago, incluindo a cidade de Dunedin. A produção do filme foi interrompida devido à pandemia de COVID-19, embora Cumberbatch, Dunst e Plemons tenham permanecido na Nova Zelândia durante o lockdown no país.

## Lançamento
The Power of the Dog teve sua estreia mundial no 78.º Festival Internacional de Cinema de Veneza em 2 de setembro de 2021, e está programado para ter exibições de Apresentação Especial no Festival Internacional de Cinema de Toronto de 2021 e no Festival de Cinema de Telluride no mesmo mês. Também será exibido no Festival de Cinema de Nova Iorque de 2021 em 1 de outubro de 2021 como a exibição principal do festival. Ele está programado para ter um lançamento limitado nos cinemas em novembro de 2021, antes da estreia na Netflix em 1 de dezembro de 2021.

## Recepção

### Bilheteria
Embora a Netflix não informe as bilheterias de seus filmes, a IndieWire estimou que o filme arrecadou 125 000 dólares em 40 cinemas em seu fim de semana de estreia e um total de 160 000 dólares nos primeiros cinco dias.

### Público
Nos primeiros cinco dias de lançamento digital, The Power of the Dog foi assistido por 1,2 milhão de residentes nos Estados Unidos, de acordo com a Samba TV. O filme foi exibido melhor em cidades costeiras como Portland e Boston. Internacionalmente, foi transmitido por 92 000 famílias no Reino Unido, 37 000 famílias alemãs e 16 000 famílias australianas nos primeiros cinco dias.

### Crítica
No site agregador de críticas Rotten Tomatoes, o filme tem um índice de aprovação de 94% com base em 351 críticas, com uma classificação média de 8,4/10. O consenso dos críticos do site diz: "Trazido à vida por um elenco estelar liderado por Benedict Cumberbatch, The Power of the Dog reafirma a escritora e diretora Jane Campion como uma das melhores cineastas de sua geração." O Metacritic atribuiu uma pontuação média ponderada de 89 em 100 com base em 58 críticos.
Revendo o filme para o The Hollywood Reporter, David Rooney escreveu: "Este é um filme primorosamente elaborado, seus ritmos sem pressa mudando continuamente à medida que notas plangentes de melancolia, solidão, tormento, ciúme e ressentimento vêm à tona. Campion está no controle total de seu material, cavando profundamente na turbulenta vida interior de cada um de seus personagens com sutileza infalível." Por outro lado, Owen Gleiberman da Variety escreveu: "Tudo isso deve crescer, lenta e inexoravelmente, em força e emoção. Mas para um filme que é, na verdade, no fundo, bastante organizado e antiquado em sua jogabilidade triangular, The Power of the Dog precisava chegar a uma catarse mais contundente. Em seu último ato crucial, o filme se torna muito oblíquo.
Metacritic relatou que The Power of the Dog apareceu em mais de 118 listas dos dez melhores críticos de cinema em 2021, o maior número de qualquer filme daquele ano. O filme ficou em primeiro lugar em 31 listas e em segundo em 23 listas.
Em 6 de abril de 2023, ficou em 15º lugar na lista do The Hollywood Reporter dos "50 melhores filmes do século 21 (até agora)", chamando-o de uma "peça de câmara brilhantemente desconfortável sobre a masculinidade corrosiva alimentada pela repressão sexual" e um “psicodrama cujo alcance épico ecoa em suas majestosas paisagens”. Em 24 de agosto de 2023, ficou em oitavo lugar na lista do Collider dos "20 melhores filmes de drama da década de 2020 até agora", dizendo que Campion "desvenda uma história de amor discreta no coração do oeste americano, e mostra como forçar alguém a se conformar pode levar a circunstâncias trágicas". A edição de março de 2022 da revista New York incluiu o filme como um dos "Melhores Filmes que Perderam o Melhor Filme no Oscar".

### Prêmios e indicações
| Ano  | Prêmio              | Categoria                        | Indicado(s)                                                                   | Resultado | Ref.   |
| ---- | ------------------- | -------------------------------- | ----------------------------------------------------------------------------- | --------- | ------ |
| 2022 | Oscar               | Melhor Filme                     | Jane Campion, Tanya Seghatchian, Emile Sherman, Iain Canning e Roger Frappier | Indicado  | [ 25 ] |
| 2022 | Oscar               | Melhor Diretor                   | Jane Campion                                                                  | Venceu    | [ 25 ] |
| 2022 | Oscar               | Melhor Ator                      | Benedict Cumberbatch                                                          | Indicado  | [ 25 ] |
| 2022 | Oscar               | Melhor Ator Coadjuvante          | Jesse Plemons                                                                 | Indicado  | [ 25 ] |
| 2022 | Oscar               | Melhor Ator Coadjuvante          | Kodi Smit-McPhee                                                              | Indicado  | [ 25 ] |
| 2022 | Oscar               | Melhor Atriz Coadjuvante         | Kirsten Dunst                                                                 | Indicado  | [ 25 ] |
| 2022 | Oscar               | Melhor Roteiro Adaptado          | Jane Campion                                                                  | Indicado  | [ 25 ] |
| 2022 | Oscar               | Melhor Fotografia                | Ari Wegner                                                                    | Indicado  | [ 25 ] |
| 2022 | Oscar               | Melhor Edição                    | Peter Sciberras                                                               | Indicado  | [ 25 ] |
| 2022 | Oscar               | Melhor Trilha Sonora             | Jonny Greenwood                                                               | Indicado  | [ 25 ] |
| 2022 | Oscar               | Melhor Design de Produção        | Grant Major e Amber Richards                                                  | Indicado  | [ 25 ] |
| 2022 | Oscar               | Melhor Som                       | Richard Flynn, Robert Mackenzie e Tara Webb                                   | Indicado  | [ 25 ] |
| 2022 | BAFTA               | Melhor Filme                     | Jane Campion, Tanya Seghatchian, Emile Sherman, Iain Canning e Roger Frappier | Venceu    | [ 26 ] |
| 2022 | BAFTA               | Melhor Direção                   | Jane Campion                                                                  | Venceu    | [ 26 ] |
| 2022 | BAFTA               | Melhor Ator                      | Benedict Cumberbatch                                                          | Indicado  | [ 26 ] |
| 2022 | BAFTA               | Melhor Ator Coadjuvante          | Jesse Plemons                                                                 | Indicado  | [ 26 ] |
| 2022 | BAFTA               | Melhor Ator Coadjuvante          | Kodi Smit-McPhee                                                              | Indicado  | [ 26 ] |
| 2022 | BAFTA               | Melhor Roteiro Adaptado          | Jane Campion                                                                  | Indicada  | [ 26 ] |
| 2022 | BAFTA               | Melhor Cinematografia            | Ari Wegner                                                                    | Indicada  | [ 26 ] |
| 2022 | BAFTA               | Melhor Banda Sonora              | Jonny Greenwood                                                               | Indicado  | [ 26 ] |
| 2022 | Globo de Ouro       | Melhor Filme – Drama             | Jane Campion, Tanya Seghatchian, Emile Sherman, Iain Canning e Roger Frappier | Venceu    | [ 27 ] |
| 2022 | Globo de Ouro       | Melhor Ator – Drama              | Benedict Cumberbatch                                                          | Indicado  | [ 27 ] |
| 2022 | Globo de Ouro       | Melhor Ator Coadjuvante          | Kodi Smit-McPhee                                                              | Venceu    | [ 27 ] |
| 2022 | Globo de Ouro       | Melhor Atriz Coadjuvante         | Kirsten Dunst                                                                 | Indicado  | [ 27 ] |
| 2022 | Globo de Ouro       | Melhor Direção                   | Jane Campion                                                                  | Venceu    | [ 27 ] |
| 2022 | Globo de Ouro       | Melhor Roteiro                   | Jane Campion                                                                  | Indicado  | [ 27 ] |
| 2022 | Globo de Ouro       | Melhor Trilha Sonora             | Jonny Greenwood                                                               | Indicado  | [ 27 ] |
| 2022 | Prêmios Satellite   | Melhor Filme – Drama             | Jane Campion, Tanya Seghatchian, Emile Sherman, Iain Canning e Roger Frappier | Indicado  | [ 28 ] |
| 2022 | Prêmios Satellite   | Melhor Diretor                   | Jane Campion                                                                  | Venceu    | [ 28 ] |
| 2022 | Prêmios Satellite   | Melhor Ator – Drama              | Benedict Cumberbatch                                                          | Venceu    | [ 28 ] |
| 2022 | Prêmios Satellite   | Melhor Ator Coadjuvante – Drama  | Kodi Smit-McPhee                                                              | Venceu    | [ 28 ] |
| 2022 | Prêmios Satellite   | Melhor Atriz Coadjuvante – Drama | Kirsten Dunst                                                                 | Venceu    | [ 28 ] |
| 2022 | Prêmios Satellite   | Melhor Roteiro Adaptado          | Jane Campion                                                                  | Indicada  | [ 28 ] |
| 2022 | Prêmios Satellite   | Melhor Fotografia                | Ari Wegner                                                                    | Indicada  | [ 28 ] |
| 2022 | Prêmios Satellite   | Melhor Edição                    | Peter Sciberras                                                               | Indicado  | [ 28 ] |
| 2022 | Prêmios Satellite   | Melhor Direção de Arte           | Grant Major e Amber Richards                                                  | Indicados | [ 28 ] |
| 2022 | Prêmios Satellite   | Melhor Figurino                  | Kirsty Cameron                                                                | Indicada  | [ 28 ] |
| 2022 | Prêmios Satellite   | Melhor Trilha Sonora             | Jonny Greenwood                                                               | Indicado  | [ 28 ] |
| 2022 | Prêmios Satellite   | Melhor Edição de Som             | Robert Mackenzie, Richard Flynn, Leah Katz, Tara Webb and Dave Whitehead      | Indicados | [ 28 ] |
| 2022 | Prêmios Satellite   | Melhor Elenco                    | Elenco de The Power of the Dog                                                | Venceu    | [ 28 ] |
| 2022 | Screen Actors Guild | Melhor Ator Principal            | Benedict Cumberbatch                                                          | Indicado  | [ 29 ] |
| 2022 | Screen Actors Guild | Melhor Ator Coadjuvante          | Kodi Smit-McPhee                                                              | Indicado  | [ 29 ] |
| 2022 | Screen Actors Guild | Melhor Atriz Coadjuvante         | Kirsten Dunst                                                                 | Indicada  | [ 29 ] |